# Roy Cohn
Roy Marcus Cohn (n. 20 februarie 1927, New York City, New York, SUA – d. 2 august 1986, Bethesda⁠(d), comitatul Montgomery, Maryland, SUA) a fost un avocat american care a ajuns cunoscut în calitate de consilier juridic⁠(d) al senatorului Joseph McCarthy în timpul investigațiilor din 1954 a armatei Statelor Unite⁠(d) suspectată de simpatii comuniste. Istoricii moderni caracterizează abordarea sa din timpul acestei anchete ca fiind fundamentată pe acuzații demagogice, nesăbuite și nefondate. Spre finalul anilor 1970 și pe parcursul anilor 1980, Cohn ajunge avocatul newyorkez care poate rezolva orice⁠(d). Acesta l-a reprezentat pe viitorul președinte al Statelor Unite Donald Trump la începutul carierei sale de dezvoltator imobiliar⁠(d) și a devenit mentorul său.
Născut în cartierul Bronx din New York City și educat la Universitatea Columbia, Cohn intră în atenția publicului odată cu procesul lui Ethel și Julius Rosenberg unde, în calitate de procuror al Departamentului de Justiție al Statelor Unite, reușește să-și susțină cazul și să asigure condamnarea la moarte a cuplului Rosenberg în 1953. Reputația sa a avut însă de suferit odată cu decăderea lui McCarthy spre finalul anilor 1950 și finalul anilor 1970.
În 1986, a fost exclus din barou de Curtea Supremă din New York⁠(d) din cauza comportamentului imoral după ce a forțat un client muribund să-și modifice testamentul și să-i lase lui moștenirea. A murit cinci săptămâni mai târziu ca urmare a unor complicații cauzate de SIDA, negând vehement în tot acest timp că suferă de HIV.

## Biografie
Născut într-o familie de evrei din Bronx, Cohn a fost unicul fiu al cuplului Dora (născută Marcus; 1892-1967) și Albert C. Cohn⁠(d) (1885-1959); tatăl său era un judecător cu influență în Partidul Democrat. Unchiul său de gradul doi a fost Joshua Lionel Cowen⁠(d), fondatorul și proprietarul Lionel Corporation⁠(d), un producător de trenuri de jucărie. Cohn a locuit în casa părintească până la moartea mamei sale, iar apoi în New York, districtul Columbia și Greenwich, Connecticut.
Mediul familial era nefericit și rece; mama sa îl ironiza deoarece, din punctul său de vedere, nu era atrăgător și avea un comportament timid. Cu toate acestea, cei doi erau foarte apropiați, iar Cohn a locuit alături de ea până la vârsta de 40 de ani. Când tatăl său l-a trimis într-o tabără de vară, Dora a închiriat o cameră în apropierea taberei, prezența sa afectându-i experiența. În interacțiunile personale, Cohn era tandru, dar în același timp îngâmfat și manifesta o lipsă de încredere în sine⁠(d).
Unchiul său, Bernard Marcus, a fost condamnat pentru fraudă bancară și încarcerat în închisoarea Sing Sing unde tânărul Cohn obișnuia să-l viziteze.
A urmat cursurile școlii Horace Mann⁠(d) și Fieldston⁠(d), iar apoi a ajuns la Universitatea Columbia în 1946. Cohn a absolvit Facultatea de Drept⁠(d) la vârsta de 20 de ani.

## Cariera
Cohn a fost nevoit să aștepte până după împlinirea vârstei de 21 de ani ca să poată intra în barou și s-a folosit de legăturile familiei sale pentru a obține o poziție în biroul procurorului general⁠(d) Irving Saypol⁠(d) din Manhattan în ziua admiterii. Unul dintre primele sale cazuri a fost cel al liderilor Partidului Comunist al Statelor Unite⁠(d).
În 1948, Cohn a devenit membru al consiliului de administrație al Ligii Evreilor Americani împotriva Comunismului⁠(d).
În calitate de procuror federal⁠(d) în biroul lui Saypol, Cohn a contribuit la condamnarea inculpaților din câteva procese de spionaj puternic mediatizate. Unul dintre acestea a fost cel al fostului membru al Camere de Comerț a Statelor Unite⁠(d) William Remington⁠(d) - acuzat de spionaj de către colaboratorul KGB Elizabeth Bentley⁠(d) - inițiat în decembrie 1950. Deși acuzația de spionaj nu a putut fi susținută, Remington a negat că a fost membru al Partidului Comunist al Statelor Unite de două ori și a fost condamnat pentru sperjur în două procese diferite.
Cohn a contribuit la inculparea a 11 membri ai Partidului Comunist American care militau pentru răsturnarea violentă a guvernului Statelor Unite în baza Legii Smith⁠(d) cât timp a activat pentru Saylpol.

## Procesul cuplului Rosenberg
Cohn a jucat un rol important în procesul de spionaj al cuplului Julius și Ethel Rosenberg din 1951. Interogarea⁠(d) lui David Greenglass - fratele lui Ethel - de către Cohn a produs suficiente informații care să asigure condamnarea și execuția celor doi. Greenglass a mărturisit că a înmânat cuplului documente secrete cu informații despre proiectul Manhattan pe care le-a furat de la Klaus Fuchs. Greenglass va declara mai târziu că a mințit la proces cu scopul de „a se proteja pe sine și pe soția sa, Ruth, și că a fost încurajat de către procurori să o facă”. Cohn a fost întotdeauna mândru de verdictul obținut în cazul cuplului Rosenberg și a susținut că rolul său din proces a fost mult mai important decât cel public. A declarat în autobiografia sa că datorită influenței sale atât procurorul general Saypol, cât și judecătorul Irving Kaufman⁠(d) au fost participat la proces. De asemenea, a susținut că Kaufman a impus pedeapsa cu moartea la recomandarea sa. A negat că ar fi participat la orice discuții ex parte⁠(d).
În 2008, spionul Morton Sobell⁠(d), care a fost încarcerat timp de 18 ani, a declarat că Julius a spionat pentru Uniunea Sovietică, însă nu și Ethel. Totuși, în 2014, cinci istorici specializați pe cazul Rosenberg au susținut că documentele sovietice arată că „Ethel Rosenberg a ascuns bani și echipamente de spionaj pentru Julius, a activat ca intermediar între el și agenții sovietici, i-a oferit evaluări personale ale unor posibili recruți și era prezentă la întâlnirile lui Julius cu sursele sale. De asemenea, demonstrează că Julius a transmis KGB-ului că Ethel a convins-o pe Ruth Greenglass⁠(d) să călătorească în New Mexico cu scopul de a-l recruta pe Dave ca spion”.
Există un consens al istoricilor cu privire la vinovăția lui Julius, însă procesul cuplului a fost marcat de evidente erori judiciare și legale - multe din cauza lui Cohn - și nu ar fi trebuit executați. Cu privire la acest consens, profesorul de drept al Universității Harvard⁠(d) Alan Dershowitz⁠(d) menționează că cuplul Rosenberg a fost găsit vinovat, dar în același timp procesul a fost regizat.

## Moartea
În 1984, Cohn a fost diagnosticat cu SIDA și a încercat să-și ascundă boala cât era sub un tratament cu medicamente experimentale. A participat la studiile clinice ale zidovudinei, un medicament sintetizat inițial pentru tratarea cancerului, dar administrat ca medicament anti-HIV primilor pacienți cu SIDA. A declarat până în ziua morții că este bolnav de cancer hepatic⁠(d).  A încetat din viață pe 2 august 1986 în Bethesda, Maryland⁠(d) ca urmare a unor complicații cauzate de SIDA la vârsta de 59 de ani. După ce a murit, Internal Revenue Service⁠(d) i-a confiscat aproape toate proprietățile. Unul dintre lucrurile pe care nu le-a confiscat a fost o pereche de butoniere⁠(d) de diamant oferite de clientul său Donald Trump.
Conform lui Roger Stone, „scopul absolut al lui Cohn era să moară complet falit și să aibă datorii de milioane la IRS. A reușit”. A fost înmormântat în cimitirul Union Field din Queens. Deși pe piatra funerară este descris drept avocat și patriot, AIDS Memorial Quilt l-a descris „Roy Cohn. Bătăuș. Laș Victimă”.